# Passe ton bac d'abord
Ne doit pas être confondu avec Chante ton bac d'abord.
Pour plus de détails, voir Fiche technique et Distribution.
Passe ton bac d'abord... est un film français réalisé par Maurice Pialat, sorti en 1978.

## Synopsis
Dans le nord de la France, à Lens, on suit, durant quelques semaines, l’histoire de quelques élèves et de leur professeur de philosophie. Sans grandes perspectives d’avenir dans cette région profondément touchée par le chômage, les lycéens, issus de familles modestes, parmi lesquels Élisabeth, Philippe, Agnès, Bernard, tentent d’oublier leurs peurs du lendemain ou de tromper leur ennui en se réunissant dans le petit café du coin, « Chez Caron » . Leur professeur n’est pas plus optimiste qu’eux, crevant de solitude dans une région qu’il méconnaît. Entre ceux qui sont prêts à suivre le premier venu, comme Agnès, que ses parents insupportent, ou à quitter à tout prix ce coin sinistré, comme Bernard qui partira finalement pour Paris, Philippe et Élisabeth seront les seuls à rester au pays et à s’unir, peut-être plus pour se serrer les coudes que par grand amour, poursuivant leurs études sans beaucoup d’espérance…

## Fiche technique
- Titre : Passe ton bac d’abord...
- Réalisation :	Maurice Pialat
- Assistants-réalisation : Patrick Grandperret, Emmanuel Clot, Jean-Marie Duhard
- Scénario : Maurice Pialat
- Dialogues : Maurice Pialat
- Photographie : Pierre-William Glenn, Jean-Paul Janssen
- Cadreurs : Jean-Francis Gondre, Gilbert Loreaux
- Montage : Sophie Coussein, Martine Giordano, Arlette Langmann
- Musique : Voyage
- Son : Michel Laurent, Pierre Gamet
- Scripte : Marceline Charpentier
- Sociétés de production : Les Films du Livradois, Renn Productions, France Régions 3 Cinéma, INA
- Société de distribution : AMLF
- Pays de production :  France
- Langue : français
- Tournage extérieur : Lens, Bray-Dunes
- Année de tournage : 1978
- Format : couleur — 35 mm — 1.66:1 — son monophonique
- Genre : Film dramatique
- Durée : 86 minutes (1 h 26)
- Dates de sortie : 
  - France : 14 septembre 1978 (Paris)

## Distribution
- Sabine Haudepin : Élisabeth
- Philippe Marlaud : Philippe
- Jean-François Adam : le professeur de philosophie
- Annick Alane : la mère d’Élisabeth
- Michel Caron : le père d’Élisabeth
- Christian Bouillette : le vieux dragueur
- Bernard Tronczyk : Bernard
- Patrick Lepczynski : Patrick
- Valérie Chassigneux : Valérie
- Agnès Makowiak : Agnès
- Charline Pourré : Charline
- Patrick Playez : Rocky
- Muriel Lacroix : Muriel
- Frédérique Cerbonnet : Frédérique
- Fabienne Neuville : la sœur d'Élisabeth
- Aline Fayard : la femme du patron